# Arubolana imula
Arubolana imula е вид ракообразно от семейство Cirolanidae. Видът е уязвим и сериозно застрашен от изчезване.

## Разпространение
Разпространен е в Аруба.